# Amnat Charoen

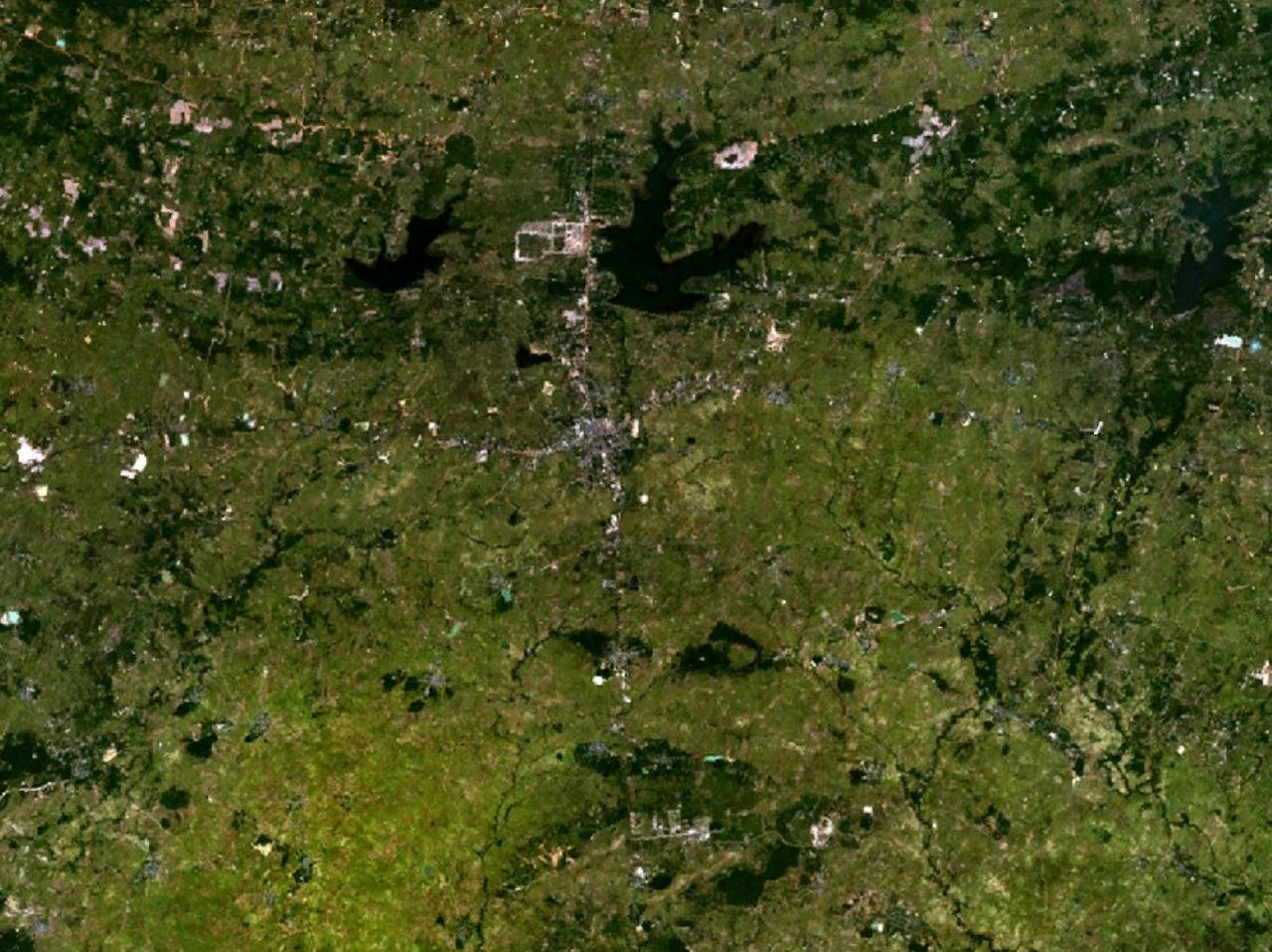
Imagem satélite da cidade Amnat Charoen.

Amnat Charoen é uma cidade da Tailândia, localizada na província Amnat Charoen, tem uma população de 129 463 habitantes.